# José Moreira
José Moreira, właśc. José Filipe da Silva Moreira (ur. 20 marca 1982 w Massarelos) – portugalski piłkarz występujący na pozycji bramkarza.

## Kariera klubowa
José Moreira swoją piłkarską rozpoczynał w wieku 10 lat, kiedy to rozpoczął treningi w szkółce juniorskiej zespołu Salgueiros. W wieku 17 lat powędrował do Lizbony, gdzie podpisał kontrakt z miejscową Benficą. Początkowo grał w rezerwach popularnych „Orłów”, a do kadry seniorów został włączony w sezonie 2000/2001. W portugalskiej Superlidze zadebiutował 3 listopada 2001 roku w zremisowanym 0:0 meczu z Vitórią Guimarães. Wcześniej jednak Moreira wielokrotnie był włączany do kadry swojego klubu na mecze ligowe bądź pucharowe. W sezonie 2002/2003 i 2003/2004 Moreira był podstawowym bramkarzem Benfiki i udało mu się zadebiutować w rozgrywkach Pucharu UEFA.
Pierwszym osiągnięciem Moreiry w barwach Benfiki było zdobycie Pucharu Portugalii w 2004 roku. W 2005 roku piłkarz zdobył natomiast mistrzostwo oraz Superpuchar Portugalii. Sezon 2004/2005 Moreira także rozpoczął jako pierwszy golkiper ekipy z Estádio da Luz, jednak w trakcie sezonu jego miejsce zajął Brazylijczyk Marcelo Moretto ściągnięty z Vitórii Setúbal. W kolejnych rozgrywkach Moreira wziął udział tylko w 6 ligowych pojedynkach lizbońskiej drużyny. Następnie wychowanek Salgueiros pełnił w zespole rolę rezerwowego dla Quima. W sezonie 2007/2008 był trzecim bramkarzem Benfiki, ponieważ do Lizbony został kupiony Hans-Jörg Butt. Po zakończeniu rozgrywek Niemiec odszedł do Bayernu Monachium. Pierwszym bramkarzem Benfiki pozostał Quim, którego z powodu kontuzji w drugiej części sezonu zastąpił Moreira.
W lipcu 2011 roku podpisał dwuletni kontrakt ze Swansea City. W latach 2013–2015 grał w Omonii Nikozja. Latem 2015 przeszedł do SC Olhanense.

## Kariera reprezentacyjna
Moreira ma za sobą występy w młodzieżowych reprezentacjach Portugalii. Grał w drużynach do lat 17, 18, 19, 20 oraz 21. W 1999 roku z zespołem Under–18 wywalczył mistrzostwo Europy juniorów. Pomimo tego, że Moreira nie miał na koncie występów w barwach seniorskiej reprezentacji, to Luiz Felipe Scolari powołał go do kadry na Euro 2004. Moreira na mistrzostwach pełnił rolę trzeciego bramkarza, bowiem pierwszym golkiperem był Ricardo, a jego zmiennikiem Quim. Oficjalny debiut w drużynie narodowej wychowanek Salgueiros zanotował dopiero 12 sierpnia 2009 roku w zwycięskim 3:0 towarzyskim meczu z Liechtensteinem, kiedy to bronił przez ostatnie 30 minut.

## Sukcesy
- SL Benfica

Mistrzostwo Portugalii: 2004/2005
Puchar Portugalii: 2003/2004
Superpuchar Portugalii: 2005
Puchar Ligi Portugalskiej: 2008/2009
- Reprezentacja Portugalii

Wicemistrzostwo Europy: 2004
Mistrzostwo Europy U–18: 1999

## Odznaczenia
- Oficer Orderu Infanta Henryka – 2004[2]